# Till the Wheels Fall Off
Till the Wheels Fall Off es un álbum recopilatorio de Hot Water Music lanzado el 22 de enero de 2008 mediante No Idea Records. El álbum consiste en una serie de canciones que no fueron incluidas en otros álbumes, caras-b, rarezas y versiones de la banda durante 1995 y 2004. Con este álbum la banda de Gainesville, Florida retomó su carrera musical tras abandonar la escena en 2006 y firmó su quinto trabajo con No Idea Records, el sello independiente con quien creció la banda en sus inicios.

## Listado de canciones
1. "Kill the Night" - 2:42
2. "Last Goodbyes" - 3:01
3. "Seein' Diamonds" - 3:38
4. "Home" - 3:12
5. "So Many Days" - 3:36
6. "God Deciding" - 2:37
7. "Russian Roulette" - 3:25
8. "Radio" (Alkaline Trio cover) - 4:12
9. "Bleeder" (Alkaline Trio cover) - 3:12
10. "Caught Up" - 2:11
11. "Wrong and Righteous" - 2:23
12. "Take It as It Comes" - 1:55
13. "Wayfarer" - 2:58
14. "Jaded Eyes" (Government Issue cover) - 3:34
15. "Dreamworld" (Midnight Oil cover) - 3:49
16. "Prince of the Rodeo" (Turbonegro cover) - 3:35
17. "Moments Pass" - 3:37
18. "Another Way" - 3:47
19. "Moonpies for Misfits" - 3:37
20. "Wild in the Streets" (Garland Jeffreys cover) - 2:42
21. "The Clampdown" (The Clash cover) - 3:36
22. "No Surrender" (Bruce Springsteen cover) - 3:51
23. "Springtime" (Leatherface cover) - 3:26

- Datos: Q7802230